# موسی اوگبیسین
موسی اوگبیسین (انگلیسی: Moses Ugbisien؛ زادهٔ ۱۱ دسامبر ۱۹۶۴) ورزشکار دو و میدانی، و دونده اهل نیجریه است.